# Doydirhynchus austriacus
Doydirhynchus austriacus – gatunek chrząszczy z nadrodziny ryjkowców i rodziny ryjoszowatych (Nemonychidae).

## Morfologia

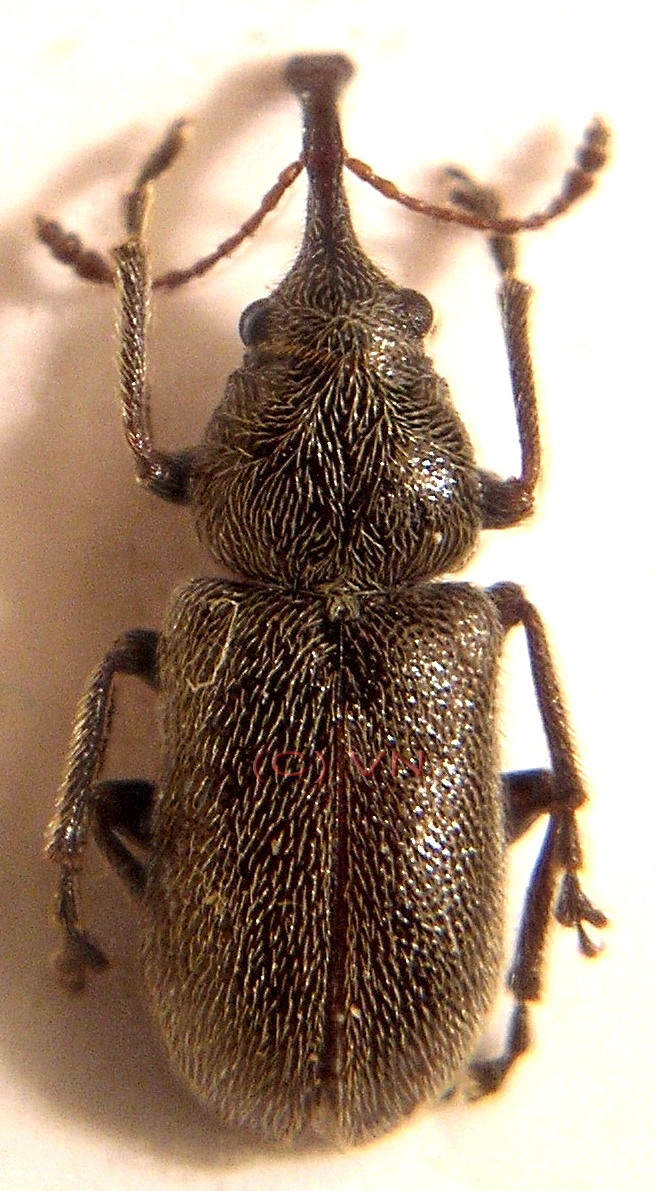

Chrząszcz o ciele długości od 2,5 do 4,2 mm i zmiennym ubarwieniu: od jasno- do ciemnobrunatnego. Ciało porastają jasnoszare włoski, które na przedpleczu są przylegające i skierowane w przód, a na pokrywach ustawione są w pozycji półpodniesionej i skierowane w tył. Głowa jest szersza niż dłuższa, zaopatrzona w małe, półkuliste oczy. U samca ryjek jest tak długi jak głowa i przedtułów razem wzięte, a u samicy dłuższy. Czułki u samca osadzone są niemal w połowie długości ryjka, a u samicy za połową jego długości. Kształt ryjka jest równomiernie wygięty, nieco spłaszczony bocznie i stopniowo ku wierzchołkowi rozszerzony. Warga górna jest słabo widoczna. Przedplecze ma boki silnie zwężone ku przodowi i przed przednim brzegiem przewężone, a ów brzeg uniesiony ku górze. U samców nasadowa część przedplecza jest zaokrąglona i mocno wypukła, u samic natomiast całe przedplecze jest płaskie. Kształt tarczki jest zaokrąglony z tyłu. Pokrywy mają dobrze rozwinięte barki. U samca pokrywy mają boki równoległe, u samicy zaś nieco rozszerzają się ku tyłowi. Epipleury pokryw formują w widoku grzbietowym krawędź odgiętą na boki, jedynie miejscowo przysłoniętą przez guzy barkowe. Punktowanie powierzchni pokryw jest gęściejsze niż przedplecza. U samca odnóża przedniej i środkowej pary mają na wierzchołku strony wewnętrznej po trzy kolce: dwa czerwonawe i jeden ciemny. Edeagus samca ma niemalże równoległe boki, a jego część wierzchołkowa jest wyraźnie zaostrzona.

## Ekologia i występowanie

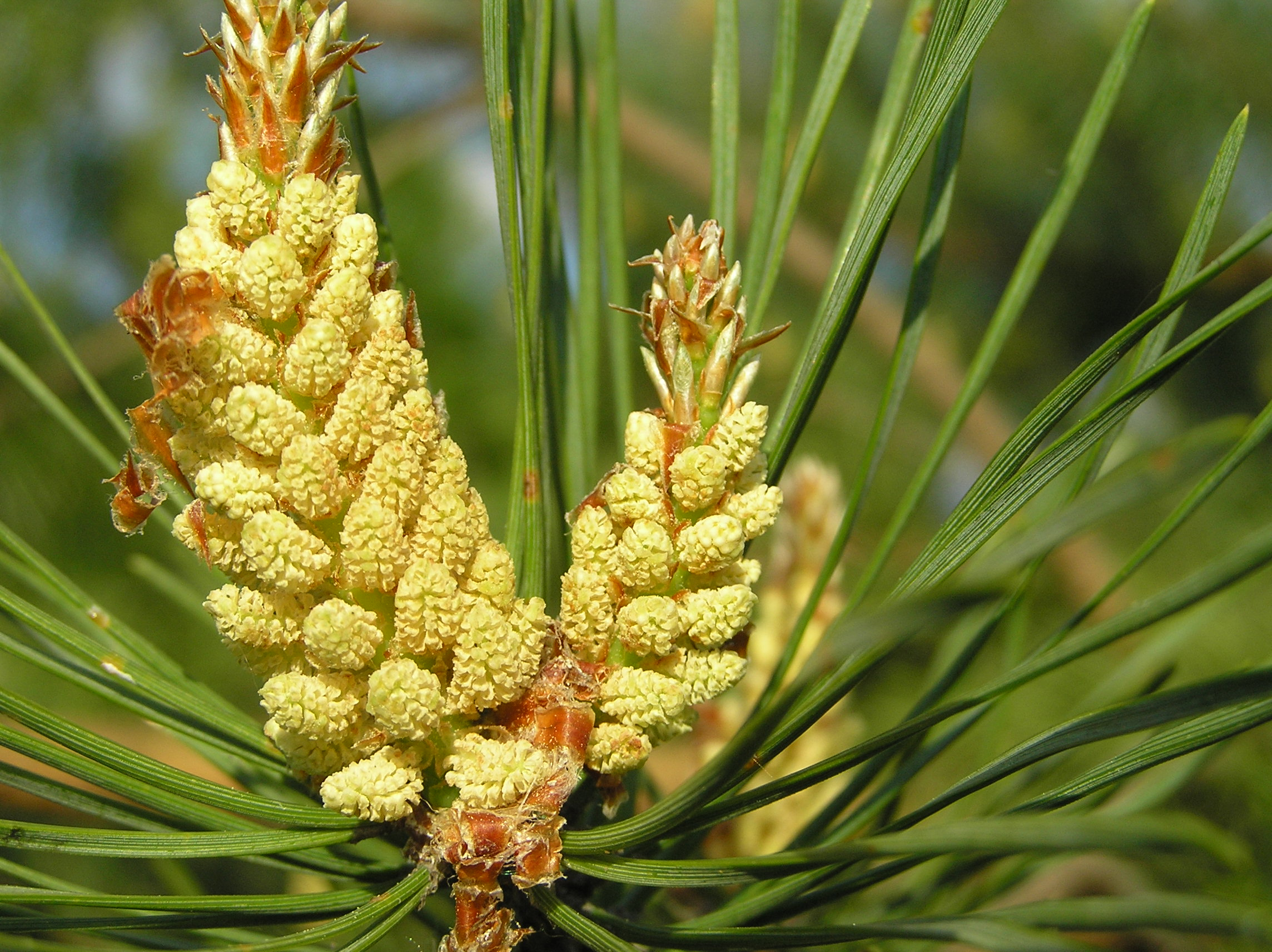
Kwiatostan męski sosny zwyczajnej – miejsce rozwoju larw

Owady dorosłe spotyka się na pędach wierzchołkowych sosny zwyczajnej. Ukazują się od kwietnia i przeżywają do czerwca. Larwy żerują na męskich kwiatostanach, a gdy są w pełni wyrośnięte opuszczają je i spadają na glebę. Tam też odbywają przepoczwarczenie.
Gatunek o rozsiedleniu zachodniopalearktycznym, w Eurazji będący jedynym przedstawicielem rodzaju. W Europie sięga na zachód do Hiszpanii, na północ do środkowej Skandynawii, na zachód do europejskiej części Rosji, a na południe do Włoch. W Azji znany jest z Turcji, a w Afryce z Maroka, Algierii i Tunezji. W Polsce jest jednym z trzech przedstawicieli rodziny, rzadko notowanym i znanym z niewielu stanowisk w różnych częściach kraju. Na „Czerwonej liście chrząszczy województwa śląskiego” umieszczony jest jako gatunek zagrożony najmniejszej troski (LC).